# Isaák Gyula (jogász)
Kisdobronyi Isaák Gyula (Hatvan, 1885. október 15. – Budapest, 1947. március 4.) jogász, a Kúria másodelnöke, a Magyar Jogászegylet alelnöke.

## Családja
Szülei id. Isaák Gyula (1858–1935) Heves vármegye főispánja, Eger város díszpolgára és ferbachi Troll Jozefine. Testvére okolicsnói Okolicsányi Imréné Isaák Erzsébet (1890–1977). Felesége wolfenaui Wolff Leona (Lily), Wolff Károly és Mészáros Ilona leánya. Fia Isaák György.

## Életútja
Az Egri Magyar Királyi Állami Főreáliskolában érettségizett (1903). 1908-tól vidéken, később Budapesten volt ügyész. 1908 és 1918 között az Országos Központi Árvizsgáló Bizottság Rendészeti Osztályát vezette. Ezután az Igazságügyi Minisztérium törvényelőkészítő osztályán dolgozott 1945-ig. 1923 és 1945 között főügyészhelyettes, 1935-től kúriai bíró, majd kúriai tanácselnök volt, majd 1945-től 1947-ig töltötte be a Kúria másodelnöki tisztét. Halálát agyvérzés okozta.
A Farkasréti temetőben nyugszik.

## Művei
- Többszörös választójog (Budapest, 1908)
- A külföldi közalkalmazottak büntetőjogi felelőssége (Budapest, 1930)
- Az államtitok büntetőjogi védelme (Budapest, 1931)
- A külföldi közhivatalnok büntetőjogi felelőssége. (Angyal Pál Emlékkönyv. Budapest, 1933 és külön: Budapest, 1934)
- A gyermek család állását sértő bűntett. (Finkey Ferenc Emlékkönyv. Budapest, 1936)
- Az egyházi hatóságok büntetőjogi védelme. (Jogi értekezések Degré Miklós hetvenedik életéve megünneplése alkalmából. Szerk. Heller Erik. Szeged, 1937)
- A béke büntetőjogának előkészítése (Budapest, 1947)